# Edvardas Makelis
Edvardas Makelis (ur. 2 lipca 1954 w Naršėnai w rejonie jezioroskim) – litewski agronom, polityk, minister rolnictwa w latach 1998–2000.

## Życiorys
W latach 1972–1977 studiował w Litewskiej Akademii Rolniczej, a w latach 1985–1991 odbywał studia aspiranckie w akademii rolniczej w Moskwie. W latach 90. odbył staże zawodowe w USA, Wielkiej Brytanii i Danii.
Od 1977 do 1979 pracował w laboratorium agrochemicznym. W latach 80. pracował w rejonie janiskim jako kierownik rejonowego zjednoczenia rolno-przemysłowego oraz wiceprzewodniczący komitetu wykonawczego rejonowej rady deputowanych ludowych. W latach 1989–1990 był kierownikiem rejonowego zarządu gospodarki rolnej, a w latach 1990–1991 zastępcą naczelnika rejonu ds. rolnictwa i gospodarki komunalnej.
Od 1992 kierował grupą ds. współpracy międzynarodowej w Litewskim Instytucie Rolniczym, a od 1993 do 1998 stał na czele litewskiej rolniczej służby doradczej. 6 maja 1998 objął stanowisko ministra rolnictwa, które zajmował do 9 listopada 2000. W 2001 stanął na czele bałtyckiego instytutu agrobiznesu (Baltijos agroverslo institutas).